# Impatiens stuhlmannii
Impatiens stuhlmannii är en balsaminväxtart som beskrevs av Warb. Impatiens stuhlmannii ingår i släktet balsaminer, och familjen balsaminväxter. Utöver nominatformen finns också underarten I. s. rubriflora.